# Vinhais
Vinhais is een gemeente in het Portugese district Bragança.
De gemeente heeft een totale oppervlakte van 695 km² en telde 10.646 inwoners in 2001.
De streek rond Vinhais is bekend vanwege de vele duivenhokken.

## Plaatsen in de gemeente
| - Agrochão - Alvaredos - Candedo - Celas - Curopos - Edral - Edrosa - Ervedosa - Fresulfe - Mofreita - Moimenta - Montouto - Nunes - Ousilhão - Paçó - Penhas Juntas - Pinheiro Novo - Quirás | - Rebordelo - Santalha - São Jomil - Sobreiró de Baixo - Soeira - Travanca e Santa Cruz - Tuizelo - Vale das Fontes - Vale de Janeiro - Vila Boa de Ousilhão - Vila Verde - Vilar de Lomba - Vilar de Ossos - Vilar de Peregrinos - Vilar Seco de Lomba - Vinhais |

Alfândega da Fé · Bragança · Carrazeda de Ansiães · Freixo de Espada à Cinta · Macedo de Cavaleiros · Miranda do Douro · Mirandela · Mogadouro · Torre de Moncorvo · Vila Flor · Vimioso · Vinhais